# Stéphane Marchetti
Stéphane Marchetti (Lió, 1978) és un guionista i director francès de documentals i ficció.

## Biografia
El 2004, va crear Playprod, la seva productora de documentals i reportatges amb Alexis Monchovet. Junts, van rebre el Premi Albert-Londres el 2008 a la categoria audiovisual i a la FIPA d'or a la categoria de Grands Reportatges el 2007 pel documental  Rafah, chroniques d'une ville dans la bande de Gaza.
L'any 2019, va ser guanyador del Taller de guió la Femis, sota la direcció de Jacques Akchoti.
És un dels cinc directors guanyadors de la 23a Residència Cinéma Emergence el 2021.
El 2024 es va estrenar el seu primer llargmetratge de ficció, La Tête froide, amb Florence Loiret Caille al paper principal.

## Filmografia

### Documental
- 2007 : Rafah, chroniques d'une ville dans la bande de Gaza, amb Alexis Monchovet[4]
- 2010 : Rue Abu Jamil,[5] amb Alexis Monchovet
- 2012 : La Campagne à vélo[6]
- 2014 : Vélo do Brasil[7]
- 2017 : Calais, les enfants de la jungle,[8][9][10] amb Thomas Dandois

### Ficció
- 2024 : La Tête froide[11][12]

## Còmics
- 2020 : 9603 kilomètres, l'odyssée de deux enfants (guió), dibuix de Cyrille Pomès, FuturopolisISBN 9782754825894[13]
- 2023 : Padre Sicario (guió amb Thomas Dandois), dibuix de Vladimiro Merino, Albin MichelISBN 9782226472038[14]
- 2024 : Sur le front de Corée, segons els reportages d'Henri de Turenne (guió), dibuix de Rafael Ortiz, Dupuis ISBN 9782808511155[15]